# Петропавловская церковь (Кобрин)
Свято-Петропавловская церковь построена в Кобрине в XV веке. Упоминание о ней встречается в документах, которые датированы 1465 годом. В XIX веке встречается два разных названия церкви — Петровская или Петропавловская или Гринмановская 
Примерно в километре от центра города в небольшом доме в конце Губернианской улицы некоторое время проживал русский полководец Александр Васильевич Суворов. Недалеко от его дома возвышалось здание старинной Петропавловской церкви. Опальный полководец посещал её почти ежедневно. Более того, он протоптал к ней тропинку через соседние огороды. По свидетельствам очевидцев, он взбирался на колокольню, когда надо было звонить, или пел на клиросе в хоре. Суворов обладал могучим командирским басом, что снискало ему уважение певчих и прихожан. В церкви до сих пор с великой любовью и уважением хранят реликвию — псалтырь Суворова с надписью: «По сей псалтири пел и читал Суворов». С того времени и по сей день Свято-Петропавловская церковь имеет второе неофициальное, народное название — Суворовская.
В 1864 году было решено обновить церковь. В 1862—1864 годах на том же месте частично из останков ветхой церкви, стараниями прихожан и местного клира на их собственные средства по проекту архитектора Венденбаума была построена новая церковь, которая сильно отличалась от прежней. Старая церковь была более аскетична, на крыше возвышались два небольших купола. Колокольня находилась отдельно. 28 ноября 1864 года новый деревянный храм освятили в честь святых апостолов Петра и Павла.
В Петропавловском храме находился образ Покрова Божьей Матери, сооруженный прихожанами в знак благодарности Господу и Пречистой Деве за чудесное спасение храма во время страшного пожара 14 октября 1896 года. Во время этого пожара в непосредственной близости от церкви сгорело 35 домов. Когда казалось, что и саму церковь ждёт такая же судьба, ветер неожиданно поменял направление: церковь чудесным образом была спасена.
В 1900 году в России наконец-то вспомнили об опальном полководце в связи со столетием со дня его смерти. В начале XX века в Кобрине по инициативе императора Николая II было решено возвести на месте Петропавловской церкви большой помпезный каменный храм-памятник Петро-Павловско-Суворовский, а маленькую деревянную церквушку, так любимую Суворовым, перенести подальше, к окраине. По всей необъятной России распространялись подписные листы для сбора пожертвований. Пожертвования поступали от воинских частей, а также со всей страны и из-за рубежа. Военное ведомство выделило около тысячи пудов меди, а Брестская крепость подарила образа художника В. Васнецова.
В 1913 году Петропавловскую церковь перенесли на Пинскую улицу на кладбище. Для перемещения церкви её поставили на бревна и катили по улице. Снято было лишь внутреннее убранство и иные детали декора.
Каменный храм, ради которого затеяли переезд исторической церкви, так и не построили — помешала Первая мировая война, а затем — революция.
Церковь навсегда связана с именем знаменитого полководца. Именно его имя спасло церковь в советские времена, в 1960-е годы, от закрытия и разорения. Это — единственный храм в Кобрине, богослужения в котором не прекращались ни на один день. В те тяжёлые времена храм вместе с православными верующими часто посещали и католики.

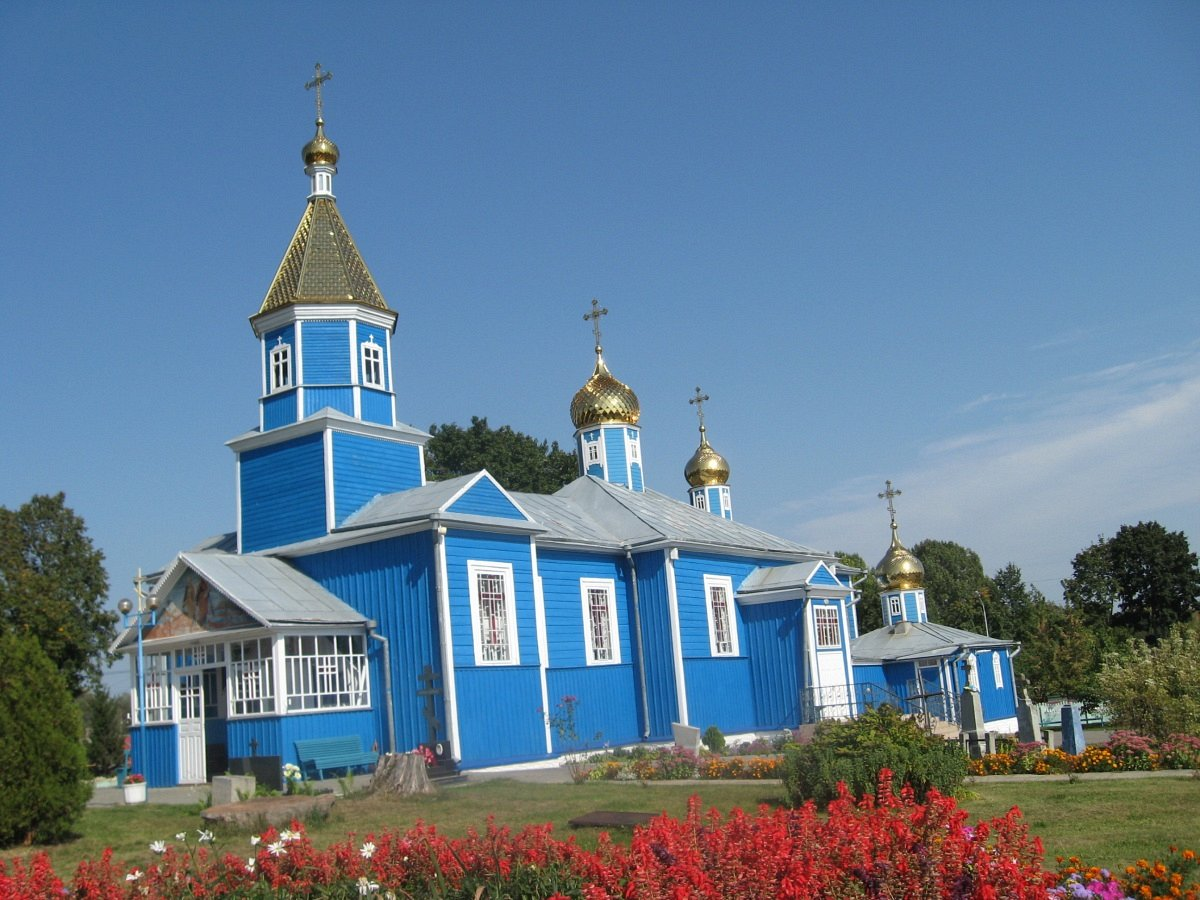
Церковь в 2014 году

В 1989 году реставрировали памятники на кладбище у церкви. Петропавловскую церковь также перестроили. К церкви пристроили кристильню, построили новую сторожку. Внутри церкви взор прихожан радуют образы XVIII—XIX веков: «Божья Матерь с младенцем» (копия картины Джованни Беллини), «Спас Пантакратар», десять образов на тему мук Христовых, «Апостолы Петр и Павел» и многие другие.